# Blouson

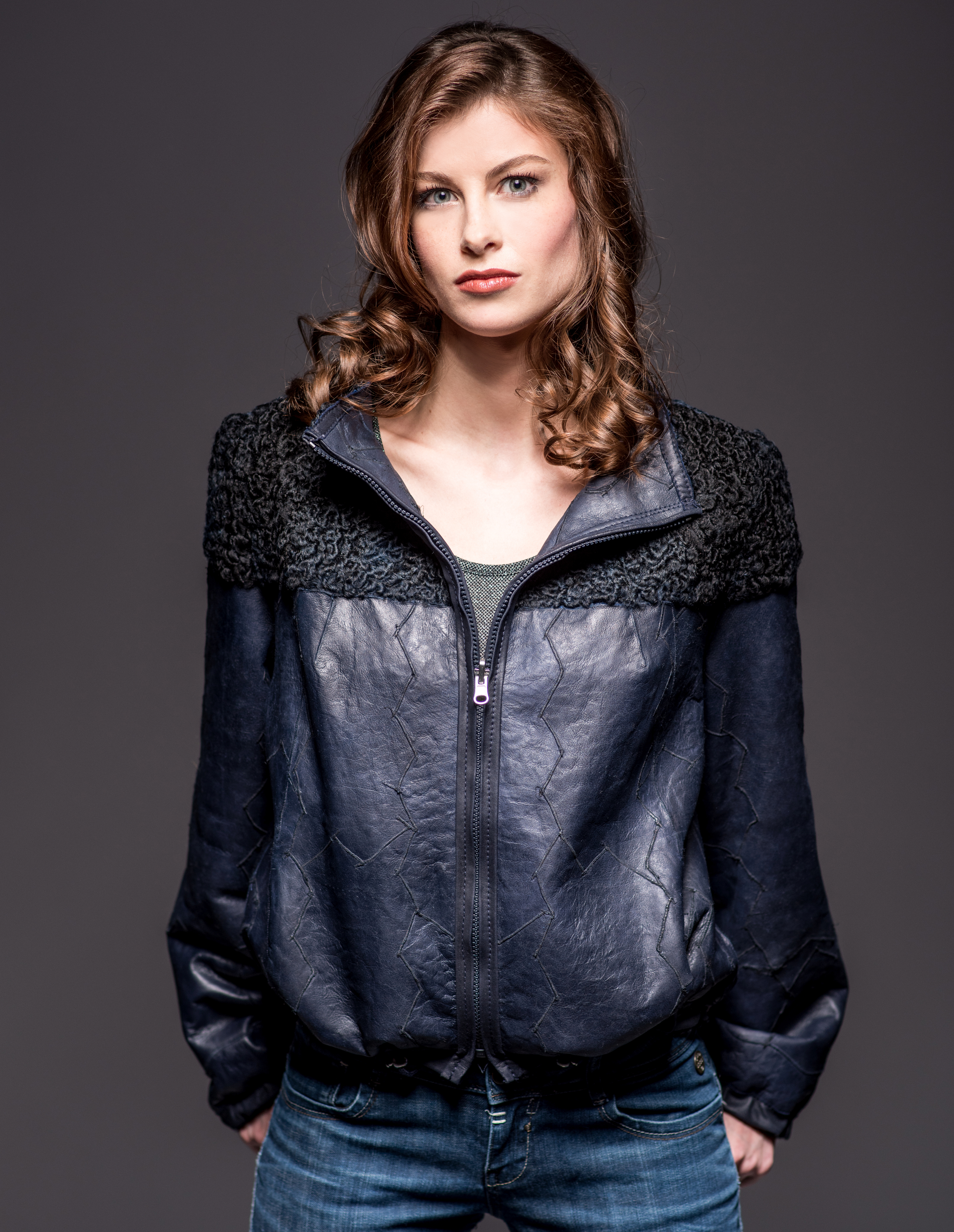
Blouson aus Leder

Der oder das Blouson (von frz. blouse ‚Bluse‘) ist eine hüftlange Jacke, die durch elastische (Strick-)Bündchen an Ärmeln und Taille eine blusenähnliche Form erhält. Blousons sind meist aus Leder, Nylon oder anderen Textilien gefertigt.
Zu den Blousonjacken gehören unter anderem die Fliegerjacken, Bomberjacken, Collegejacken und Harringtonjacken. Auch der Lumberjack ist dem Blouson ähnlich. Blousons, die vorn nicht oder nicht komplett zu öffnen sind, werden als Schlupfblousons bezeichnet.

## Geschichte

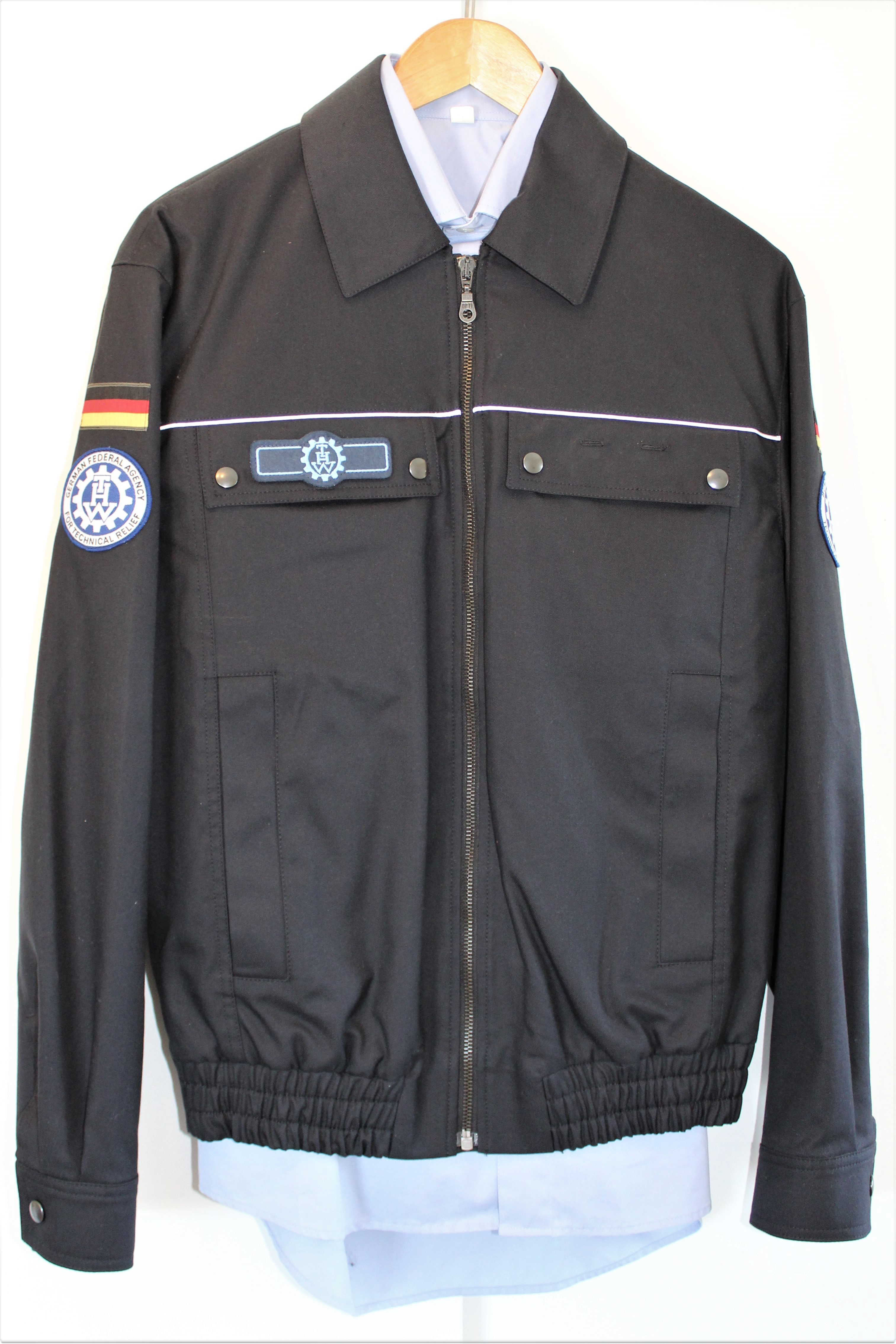
Blouson als Tagesdienstkleidung des THW

Der Blouson entwickelte sich aus den Fliegerjacken vom Beginn des 20. Jahrhunderts. Der Begriff wurde um 1952 aus dem Französischen übernommen. Die Flieger waren aus Leder gefertigt und kurz und locker geschnitten, um eine gute Bewegungsfreiheit der Piloten zu ermöglichen. Die für die US-Luftwaffe in den 1920er Jahren entwickelten Jacken gelten als Ursprung der Blousons und setzten Maßstäbe in Bezug auf Design und Funktionalität. Nach der Erfindung von Nylon (und von Baumwoll-Nylon-Gemischen) setzte sich Nylon als Material für militärische Fliegerjacken durch und wurde auch für den Blouson verwendet, der Ende der 1950er Jahre in die zivile Alltagsmode Einzug hielt.
Auch Wind- und Regenjacken sowie Trainingsjacken sind teilweise in Blousonform geschnitten. Durch das eng anliegende Bündchen verringern sie den Luftaustausch mit der Außenluft und schützen so das Innere gut gegen Zugluft und Kälte.